# Only you (早安少女組。單曲)
「Only you」是日本的女子偶像組合早安少女組。的第46张单曲。2011年6月15日由zetima发售。

## 概要
- 此單曲有4個版本，分別有「初回生産限定盤A - C」和「CD ONLY」。「初回生産限定盤A - D」收錄了「Only you」的PV。
- 在4月18日於公信榜单曲週排行榜取得第5位。

## 收錄内容

### CD（初回生産限定盤A - C, CD ONLY）
CD
1. Only you
（作詞・作曲：淳君 編曲：大久保薫）
2. 停止吧! 辛巴達（やめてよ! シンドバッド）
（作詞・作曲：淳君  編曲：板垣祐介）
3. Only you(Instrumental)

### DVD（初回生産限定盤A）
1. Only you（Dance Shot Ver.）

### DVD（初回生産限定盤B）
1. Only you（Close-up Ver.）

### DVD（初回生産限定盤C）
1. Only you（Another Dance Shot Ver.）